# Democratização da comunicação
A Democratização da Comunicação é o processo de popularização dos meios de comunicação através da pluralização das bases controladoras dos veículos de comunicação. Ou seja, permite à população o acesso a novos meios de comunicação. Até hoje, no Brasil, poucos grupos político-econômicos detinham o controle dos meios de comunicação, o que contribuía para a manipulação da opinião pública, facilitando a manutenção do poder. Atualmente, porém, com a internet e, sobretudo, com o advento das mídias sociais, pode-se falar de uma acessibilidade universal à informação.
Direitos de comunicação envolvem liberdade de opinião e expressão, governança democrática da mídia,
propriedade  e  influência dos meios de comunicação, participação dos cidadãos nas  decisões sobre a própria cultura, direitos linguísticos, direito à educação, direito à privacidade, direito de reunião e direito à autodeterminação. Esses direitos também estão relacionados com inclusão ou exclusão social, com acesso a  meios de comunicação de qualidade.

## Papel da internet
A internet é vista como uma importante ferramenta para o desenvolvimento de uma mídia mais democrática. Redes sociais, tais como Twitter e Facebook, desempenharam papéis cruciais em eventos como a Primavera Árabe, permitindo aos cidadãos uma rápida coordenação e troca de informações para a organização de protestos contra seus governos. As revoltas populares ocorridas durante a Primavera Árabe mostraram como a população pode ser efetivamente informada através de mídias alternativas e ajustar seu comportamento de acordo.
Algumas plataformas também têm sido criadas especificamente com o fim de permitir a cidadãos comuns a criação de jornais online e a publicação de notícias independentes. Exemplos de portais com esse fim são: Make.press e MidiaIndependente

## Cúpula Mundial sobre a Sociedade da Informação
Em dezembro de 2003, realizou-se em Genebra a primeira fase da Cúpula Mundial sobre a Sociedade da Informação, CMSI (em inglês, World Summit on the Information Society, WSIS)). A segunda fase ocorreu em dezembro de 2005, na cidade de Túnis, Tunísia. Durante a reunião, foram levantados vários pontos sobre a papel da informação na sociedade.
Em Genebra, o governo brasileiro afirmou sua opção pela democratização dos meios de comunicação, pela liberdade de imprensa e pelo uso e difusão do software livre.

## Campanha internacional por direitos de comunicação
As discussões preparatórias para a Cúpula Mundial da Sociedade da Informação , iniciadas em 2001, fizeram surgir na Europa, em novembro do mesmo ano, uma campanha internacional denominada  CRIS, acrônimo de Comunication Rights in Information Society ("Direito à Comunicação na Sociedade da Informação"), promovida por  organizações não governamentais de diferentes países  Posteriormente, a CRIS organizou capítulos em vários países da Ásia, América do Norte e na América do Sul (Colômbia, Bolívia e  Brasil).

### No Brasil
Em agosto de 2004, foi realizada, na sede da Associação Brasileira de Imprensa, uma reunião com importantes organizações que lidam com a temática da informação e da comunicação no país, em que se formulou a criação da CRIS-Brasil que, em vez de nascer como uma campanha, tal como suas irmãs estrangeiras, optou por estruturar-se como uma articulação na sociedade da informação. Ou seja, o tema que dá nome à campanha internacional é assimilado pela articulação brasileira como um elemento voltado para discutir questões como:
1. A estruturação de um sistema público de comunicação, o que inclui a criação de um fundo público para meios comunitários; a democratização do acesso aos meios de produção no campo da comunicação; atuação com relação ao controle e acompanhamento de políticas e regulação;
2. Diversidade cultural;
3. Propriedade intelectual e direitos de autor(a);
4. Apropriação social das Tecnologias de Informação e Comunicação – o que inclui a convergência tecnológica.

A opção por estes temas não significava desconsiderar outros de igual ou maior relevância, e a CRIS-Brasil surgiu com a proposta de ser um polo aglutinador de organizações em torno de novos temas. Aqueles que já vinham sendo discutidos por outras instituições poderiam ser apoiados pela CRIS-Brasil à medida que a articulação se desenvolvesse e se fortalecesse. A CRIS-Brasil constituiu-se como uma articulação aberta, em constante renovação, sem uma estrutura hierárquica, com um nível de capilaridade amplo, incluindo organizações do Sul, Sudeste, Centro-Oeste e Nordeste do país.

#### Controvérsia sobre a democratização das comunicações
No Brasil, o tema da democratização das comunicações abarca múltiplos aspectos de ordem social, política e econômica, e vários atores (governo, organizações da sociedade civil, concessionários de rádio e televisão, entre outros).
Segundo o diplomata brasileiro Samuel Pinheiro Guimarães, ex-Ministro da Secretaria de Assuntos Estratégicos, a democratização da mídia  é uma questão prioritária. Segundo ele, "o controle dos meios de comunicação é essencial para o domínio da classe hegemônica mundial". Como esses meios são formuladores ideológicos, servem para a elaboração de conceitos, para levar sua posição e visão de mundo. Guimarães critica o oligopólio dos meios de comunicação no Brasil, assim como a propriedade cruzada, isto é, um mesmo grupo econômico deter a propriedade de emissoras de rádio e televisão, além de jornais e revistas. Ele observa que, quando estados como a Argentina, o Equador e a Venezuela aprovaram leis para democratizar a comunicação, a mídia reagiu com uma campanha extraordinária, contra o que classifica de censura à imprensa. Segundo ele, a concentração da propriedade dos meios de comunicação nas mãos de poucos acaba concedendo, a esses poucos, um poder  desmedido para difundir suas opiniões, que acabam por se tornar hegemônicas na sociedade,  ganhando força de verdade absoluta.
Segundo as Organizações Globo, o maior grupo de mídia do Brasil, não existe problema de democratização da comunicação no país, pois, das 521 concessões de televisão, 204 são públicas e educativas e 317 são comerciais; no rádio, existem 9,6 mil emissoras, das quais 4,9 mil são administradas por entidades comunitárias e educativas, e 4,6 mil são privadas. Editorial publicado em O Globo defende a autorregulamentação, opondo-se ao controle social da mídia. Em última instância, segundo o editorial, esse controle caberia apenas ao leitor, ouvinte ou telespectador individual.
Com o acesso cada vez maior de pessoas à internet, a discussão tende a se intensificar, uma vez que a rede mundial de computadores facilita a difusão de informações sem necessitar de concessões, pois o registro de um domínio na rede acontece em questão de dias ou horas e a publicação de informações em blogs ou redes sociais pode ser feita por pessoas ou entidades nas mais variadas formas de mídia, incluindo vídeos e transmissões ao vivo. O debate sobre o Marco Regulatório das Comunicações no Brasil também tem mobilizado várias organizações da sociedade.